# Podbrezje
Podbrezje je naselje u slovenskoj Općini Naklu. Podbrezje se nalazi u pokrajini Gorenjskoj i statističkoj regiji Gorenjskoj. 

## Stanovništvo
Prema popisu stanovništva iz 2002. godine naselje je imalo 739 stanovnika.